# پیوتر کراسکو
پیوتر کراسکو (لهستانی: Piotr Kraśko؛ زادهٔ ۱۱ ژوئیهٔ ۱۹۷۱) روزنامه‌نگار، نویسنده و مجری تلویزیون مشهور اهل لهستان است. وی از سال ۱۹۸۸ میلادی تاکنون مشغول فعالیت بوده‌است.
او اغلب سفرهای پاپ ژان پل دوم به لهستان را گزارش و پوشش خبری می‌داد و به مکان‌های مختلف در سراسر جهان سفر می‌کرد تا پوشش زنده رویدادهایی مانند زمین‌لرزه و سونامی ۲۰۰۴ اقیانوس هند، بمب‌گذاری‌های ۷ ژوئیه ۲۰۰۵ لندن، سانحه توپولف-۱۵۴ نیروی هوایی لهستان، زمین‌لرزه و سونامی ۲۰۱۱ توهوکو و همچنین وقایع یورومیدان را ارائه دهد. او در سال ۲۰۰۸ و ۲۰۱۳ «جایزه ویکتور» را برای «بهترین مجری تلویزیون» دریافت کرد.
از فیلم‌هایی که وی در آن‌ها نقش داشته‌است، می‌توان به واپسین حلقه اشاره نمود.